# Roberta Bonanomi
Roberta Bonanomi (Sotto il Monte, 15 oktober 1966) is een Italiaans voormalig wielrenster. Ze vertegenwoordigde haar vaderland vijfmaal op rij bij de Olympische Spelen: 1984, 1988, 1992, 1996 en 2000. 

## Erelijst
1984
- 23e in Olympische Spelen, wegwedstrijd, Elite

1986
Giro del Lago Maggiore
1987
- 3e in Wereldkampioenschappen, 50 km ploegentijdrit, Elite
- 10e in Eindklassement Postgiro

1988
- 1e in  Wereldkampioenschappen, 50 km ploegentijdrit, Elite

met Maria Canins, Monica Bandini en Francesca Galli
- 45e in Olympische Spelen, wegwedstrijd, Elite

1989
- 2e in Wereldkampioenschappen, 50 km ploegentijdrit, Elite
- 1e in Eindklassement Giro d'Italia Donne
- 1e in 5e etappe Postgiro
- 1e in Eindklassement Postgiro

1990
- 1e in GP Chiasso

1991
- Italiaanse kampioene tijdrijden, Elite

1992
- 39e in Olympische Spelen, wegwedstrijd, Elite

1993
- 3e in Wereldkampioenschappen, 50 km ploegentijdrit, Elite

1994
- 2e in Giro del Trentino Alto Adige - Südtirol

1995
- 3e in Eindklassement Giro d'Italia Donne
- 2e in Eindklassement Giro del Trentino Alto Adige - Südtirol
- 2e in Eindklassement Masters Féminin
- 2e in Giro della Toscana Int. Femminile

1996
- 32e in Olympische Spelen, wegwedstrijd, Elite

1997
- 10e in Eindklassement Giro d'Italia Donne

1999
- 1e in WB-wedstrijd Hamilton

2000
- 1e in 5e etappe Giro d'Italia Donne

2001
- 2e in 6e etappe Giro d'Italia Donne
- 3e in 12e etappe Giro d'Italia Donne

2002
- 3e in 4e etappe Giro d'Italia Donne

## Ploegen
- 1999 —  Acca Due O (Italië)
- 2000 —  Gas Sport Team (Italië)
- 2001 —  Gas Sport Team (Italië)
- 2002 —  Figurella (Italië)